# Badula nitida
Badula nitida är en viveväxtart som först beskrevs av M.J.E. Coode, och fick sitt nu gällande namn av M.J.E. Coode. Badula nitida ingår i släktet Badula och familjen viveväxter. Inga underarter finns listade i Catalogue of Life.